# Passiflora involucrata
Passiflora involucrata är en passionsblomsväxtart som först beskrevs av Masters, och fick sitt nu gällande namn av A. Gentry. Passiflora involucrata ingår i släktet passionsblommor, och familjen passionsblomsväxter. Inga underarter finns listade i Catalogue of Life.